# Nguyễn Thị Bắc
Nguyễn Thị Bắc (* 9. Juli 1986) ist eine ehemalige vietnamesische Hürdenläuferin, die sich auf die 400-Meter-Distanz spezialisiert hat.

## Sportliche Laufbahn
Erste Erfahrungen bei internationalen Wettbewerben sammelte Nguyễn Thị Bắc vermutlich im Jahr 2005, als sie bei den Südostasienspielen in Manila in 55,53 s den vierten Platz im 400-Meter-Lauf belegte und mit der vietnamesischen 4-mal-400-Meter-Staffel in 3:43,91 min die Bronzemedaille hinter den Teams aus Myanmar und Thailand gewann. Auch bei den Südostasienspielen 2007 in Nakhon Ratchasima sicherte sie sich mit der Staffel in 3:43,90 min die Bronzemedaille hinter Thailand und Myanmar und 2009 belegte sie bei den Asienmeisterschaften in Guangzhou in 60,87 s den fünften Platz über 400 m Hürden. Anschließend gewann sie bei den Südostasienspielen in Vientiane in 60,31 s die Bronzemedaille im Hürdenlauf hinter der Malaysierin Noraseela Mohd Khalid und Wassana Winatho aus Thailand und über 400 Meter belegte sie in 56,12 s den fünften Platz. Zudem gewann sie mit der Staffel in 3:39,28 min erneut die Bronzemedaille hinter den Mannschaften aus Thailand und Myanmar. Im Jahr darauf nahm sie an den Asienspielen in Guangzhou teil und kam dort mit 61,17 s nicht über die Vorrunde über 400 m Hürden hinaus. Im Dezember desselben Jahres bestritt sie ihren letzten offiziellen Wettkampf und beendete daraufhin ihre aktive sportliche Karriere im Alter von 24 Jahren.
2007 wurde Nguyễn vietnamesische Meisterin im 400-Meter-Hürdenlauf.

## Persönliche Bestleistungen
- 400 Meter: 55,53 s, 29. November 2005 in Manila
  - 400 Meter (Halle): 57,54 s, 10. Februar 2007 in Macau
- 400 m Hürden: 59,50 s, 27. Dezember 2010 in Đà Nẵng